# Лимени дечаци
Лимени дечаци (рус. Цинковые мальчики) је роман из 1989. године Свјетлане Александровне Алексијевич (блр. Святлана Аляксандраўна Алексіевіч), савремене белоруске новинарке и књижевнице, добитнице Нобелове награде за књижевност 2015. године. Српско издање објавила је издавачка кућа Лагуна 2017. године у преводу Енисе Успенски.
Књига је трећа у низу уметничко-документарног серијала у оквиру пројекта „Гласови утопије“, на којем Светлана Алексијевич ради од 1985. године.

## О аутору
Свјетлана Александровна Алексијевич (1948, Станислав, Украјина), совјетска је и белоруска књижевница, новинарка и сценариста документарних филмова. Сем романа написала је двадесетак сценарија за документарне филмове и три драме. Пише на руском језику.

## О књизи
Лимени дечаци су књига о совјетском рату у Авганистану, књига која је променила свест руског човека. Ауторка кроз сведочанства својих саговорника, обичних, „малих“ људи, износи тешке и несрећне судбине руских младића који су се са ратишта у Авганистану враћали у лименим сандуцима. Један глас у књизи каже да је тај „погрешан рат“, који је трајао десет година (1979–1989), однео животе 15 хиљада совјетских војника и преко 150 хиљада муџахедина. Такође каже и да је знатно утицао на распад Совјетског Савеза и крај владавине Комунистичке партије.
Без ове књиге тешко је схватити и представити историју тог бесмисленог рата. Након објављивања ове књиге, многе неутешне мајке, рођаци, пријатељи,  преживели војници, ужаснути истином која је избила у јавност, под притиском совјетске власти, различитих „група за подршку“, судских органа и режимске штампе тужили су Светлану Алексијевич за клевету. Одбијали су да прихвате да су се „лимени дечаци“ узалуд борили, па су и на суду одустали и од сопственог сведочења. Суочени са истином која им је представљена у књизи и у чијем су стварању учествовали, многи ипак нису били спремни да се помире са чињеницама које су им предочене. Тешко је прихватити да је неко страдао узалуд, да су синови, браћа, кћери, мужеви узалуд гинули.Саставни део ове књиге су и ти најзначајнији делови тог судског процеса.
Ауторка је пре него што је напуститила судницу, након што је по други пут одбијена молба да се изврши књижевна експертиза њене књиге, изјавила:
| „ | Као човек… Замолила сам за опроштај што сам нанела бол, због овог несавршеног света у којем често не можеш проћи улицом, а да не окрзнеш човека…Али, као писац…Ја не могу, немам право да тражим опроштај за своју књигу. За истину! | ” |